# Леонтій Бронкевич
Леонтій Андрійович Бронкевич — церковний діяч, керівник Києво-Могилянської академії.
Український церковний діяч, ігумен Братського монастиря.
У 1640 році був ректором Братського училища.
29 січня 1640 року написав листа царю Михайлу Федоровичу з проханням надати ікони, богослужебні книги, священницькі одежі. Монастир отримав 5 книг.